# Edi Shukriu
Edi Shukriu (Prizren, 22 de octubre de 1950) es una escritora, publicista, y política kosovar, una de las primeras mujeres kosovares en publicar poesía en lengua albanesa.
Después de graduarse de la escuela media en Prizrenie estudió arqueología en la Universidad de Belgrado, obteniendo la licenciatura en 1979, y luego el doctorado en historia por la Universidad de Pristina en la década de 1990. En la actualidad enseña tanto arqueología como historia antigua en la Universidad de Pristina. 
Dos veces elegida en el Parlamento de Kosovo (1992-1998 y 2002-2004). En 2000-2001, directora de la División de la Cultura en UNMIK. En el parlamento kosovar estaba en el Capítulo de la Comisión de Cultura, Juventud y Deportes. Desde 1990 está vinculada con la Liga Democrática de Kosovo (LDK). Es cofundadora del Foro de la Mujer, de la LDK.
Su debut literario fue a comienzo de la década del 70. Participó en el año 2005. en el International Writing Program de la Universidad de Iowa. Escribe canciones, poesía y drama.

### Membresías
- diciembre de 2012: correspondiente de la Academia de las Artes y las Ciencias de Kosovo.

## Obra
- 2018 Ancient Kosova, Ministry of Culture, Youth and Sport, Prishtina.
- 2018 Kosova Antike, Ministria e Kulturës, Rinisë dhe Sportit, Prishtinë.
- 2017 Saint Prenda Church - Prizren, Ministry of Culture, Youth and Sport, Prishtina.
- 2017 Lindja e Lashtë, Universiteti i Prishtinës, Prishtinë.
- 2017 Istaknute albanske ẑene, Dea, Zagreb (Përkth. L. Koci).
- 2016 Studime për Dardaninë, Akademia e Shkencave dhe e Arteve e Kosovës, Prishtinë.
- 2014 Hynjesha Dardane, Akademia e Shkencave dhe e Arteve e Kosovës, Prishtinë.
- 2012 Kisha e Shën Prendës - Prizren, Ministria e Arsimit, Shkencës dhe Teknologjisë, Prishtinë.
- 2012 Distinguished Albanian Women, Dudaj, Tirana (Përkth. K. Imholz).
- 2011 Eminentne albanke, Plima, Ulcinj (Përkth. J. Nikolaidis).
- 2004 Ancient Kosova, Museum of Kosova, Ministry of Education, Science and Technology, Prishtina.
- 2004 Kosova antike, Muzeu i Kosovës, Ministria e Arsimit, Shkencës dhe Teknologjisë, Prishtinë.
- 2000, 2003 Gra të shquara shqiptare, Teuta, Prishtinë.
- 1996 Dardania protourbane, Dukagjini, Pejë (Çmimi “Gani Bobi”).
- 1995 Historia e Kohës së Vjetër – Lindja e lashtë, Prishtinë.

### Poesía
- 1972: Sonte zemra ime festoon, Hoy mi corazón se celebra), Prishtinë.
- 1978: Gjakim, (Yo Quiero), Prishtinë.
- 1980: Legjenda e Hasit, (la Leyenda de los países Has), tirana.
- 1985: Syri y natës, (el Ojo de la noche), Prishtinë.
- 1990: Nënqielli, (Bajo el cielo), Prishtinë.
- 2001: Përjetësi, (La Eternidad), Pejë.
- 2014 Unghëshimë, Jeta e Re, Prishtinë.

### Drama
- 1986: Kthimi y Euridikës, (el Regreso de Maria), Prishtinë.
- 1992: Lkeni y Hasit, (león Has), Prishtinë.
- 1998: Kësulëkuqja e rrokaqiellit, prizren.
- 2015 Pasqyra e Thyer, Koha, Prishtinë (roman).